# Julien El Fares
Julien El Fares (ur. 1 czerwca 1985 w Manosque) – francuski kolarz szosowy.
Po sezonie 2021 zakończył karierę sportową.

## Osiągnięcia
Opracowano na podstawie:

2006
- 1. miejsce na 1. etapie Tour des Pyrénées

2009
- 1. miejsce na 1. etapie Tirreno-Adriático
- 1. miejsce w Tour de Wallonie

2010
- 1. miejsce na 4. etapie Tour Méditerranéen
- 3. miejsce w Tour du Haut-Var

2011
- 2. miejsce w La Poly Normande

2012
- 2. miejsce w Tour du Haut-Var

2015
- 2. miejsce w Paryż-Troyes
- 3. miejsce w Tour of Hainan
  - 1. miejsce w klasyfikacji górskiej

2018
- 3. miejsce w Tour of Hainan

2019
- 3. miejsce w Boucles de l'Aulne

## Rankingi
| Rok                | 2007 | 2008 | 2009 | 2010 | 2011 | 2012 | 2013 | 2014 | 2015 | 2016 | 2017 | 2018  | 2019 | 2020 | 2021 |
| ------------------ | ---- | ---- | ---- | ---- | ---- | ---- | ---- | ---- | ---- | ---- | ---- | ----- | ---- | ---- | ---- |
| UCI World Calendar |      |      | 191. | -    |      |      |      |      |      |      |      |       |      |      |      |
| World Ranking      |      |      |      |      |      |      |      |      |      | 940. | 419. | 1895. | 158. | 608. | 806. |
| UCI Europe Tour    | 967. |      |      | 234. | 149. | 111. | 129. | 941. | 135. | 745. | 232. | 1270. | 130. | 494. | 622. |
| UCI Asia Tour      | -    |      |      | -    | -    | -    | -    | 120. | 50.  | -    | -    | 763.  |      |      |      |
| UCI Africa Tour    | 150. |      |      | -    | -    | -    | -    | -    | -    | -    | -    | -     |      |      |      |
|                    |      |      |      |      |      |      |      |      |      |      |      |       |      |      |      |
| Źródło: UCI        |      |      |      |      |      |      |      |      |      |      |      |       |      |      |      |